# Spodoptera albimedia
Spodoptera albimedia är en fjärilsart som beskrevs av B.C.S Warren 1937. Spodoptera albimedia ingår i släktet Spodoptera och familjen nattflyn. Inga underarter finns listade i Catalogue of Life.